# Unité urbaine de Romans-sur-Isère
L'unité urbaine de Romans-sur-Isère est une agglomération française centrée sur la commune de Romans-sur-Isère, dans la Drôme.

## Données générales
Dans le zonage réalisé par l'Insee en 2010, l'unité urbaine était composée de six communes.
Dans le nouveau zonage réalisé en 2020, elle est composée des six mêmes communes.
En 2022, avec 57 747 habitants, elle représente la 2e unité urbaine du département de la Drôme, après celle de Valence (111 181 habitants dans la partie drômoise de l'unité urbaine) et occupe le 19e rang dans la région Auvergne-Rhône-Alpes.
En 2021, sa densité de population s'élève à 500 hab/km2. Par sa superficie, elle représente 1,75 % du territoire départemental et, par sa population, elle regroupe 11 % de la population du département de la Drôme.

## Composition 2020 de l'unité urbaine
Elle est composée des six communes suivantes :
| Nom                             | Code Insee | Département | Statut       | Superficie (km2) | Population (dernière pop. légale) | Densité (hab./km2) | Modifier                                    |
| ------------------------------- | ---------- | ----------- | ------------ | ---------------- | --------------------------------- | ------------------ | ------------------------------------------- |
| Romans-sur-Isère (ville-centre) | 26281      | Drôme       | ville-centre | 33,08            | 33 139 (2022)                     | 1 002              | modifier les données · modifier les données |
| Bourg-de-Péage                  | 26057      | Drôme       | banlieue     | 13,71            | 9 777 (2022)                      | 713                | modifier les données · modifier les données |
| Chatuzange-le-Goubet            | 26088      | Drôme       | banlieue     | 28,24            | 6 375 (2022)                      | 226                | modifier les données · modifier les données |
| Génissieux                      | 26139      | Drôme       | banlieue     | 8,93             | 2 422 (2022)                      | 271                | modifier les données · modifier les données |
| Mours-Saint-Eusèbe              | 26218      | Drôme       | banlieue     | 5,27             | 3 404 (2022)                      | 646                | modifier les données · modifier les données |
| Peyrins                         | 26231      | Drôme       | banlieue     | 25,16            | 2 630 (2022)                      | 105                | modifier les données · modifier les données |

## Évolution démographique
| 1968   | 1975   | 1982   | 1990   | 1999   | 2010   | 2015   | 2021   |
| ------ | ------ | ------ | ------ | ------ | ------ | ------ | ------ |
| 44 881 | 47 296 | 48 965 | 51 267 | 52 715 | 55 348 | 57 105 | 57 151 |

#### Données générales
- Unité urbaine en France
- Aire d'attraction d'une ville
- Liste des unités urbaines de France

#### Données démographiques en rapport avec l'unité urbaine de Romans-sur-Isère
- Aire d'attraction de Romans-sur-Isère
- Arrondissement de Valence

#### Données démographiques en rapport avec la Drôme
- Démographie de la Drôme